# Dacatria templaris
Dacatria templaris Rigato, 1994 è una formica della sottofamiglia Myrmicinae, unica specie del genere Dacatria.

## Descrizione

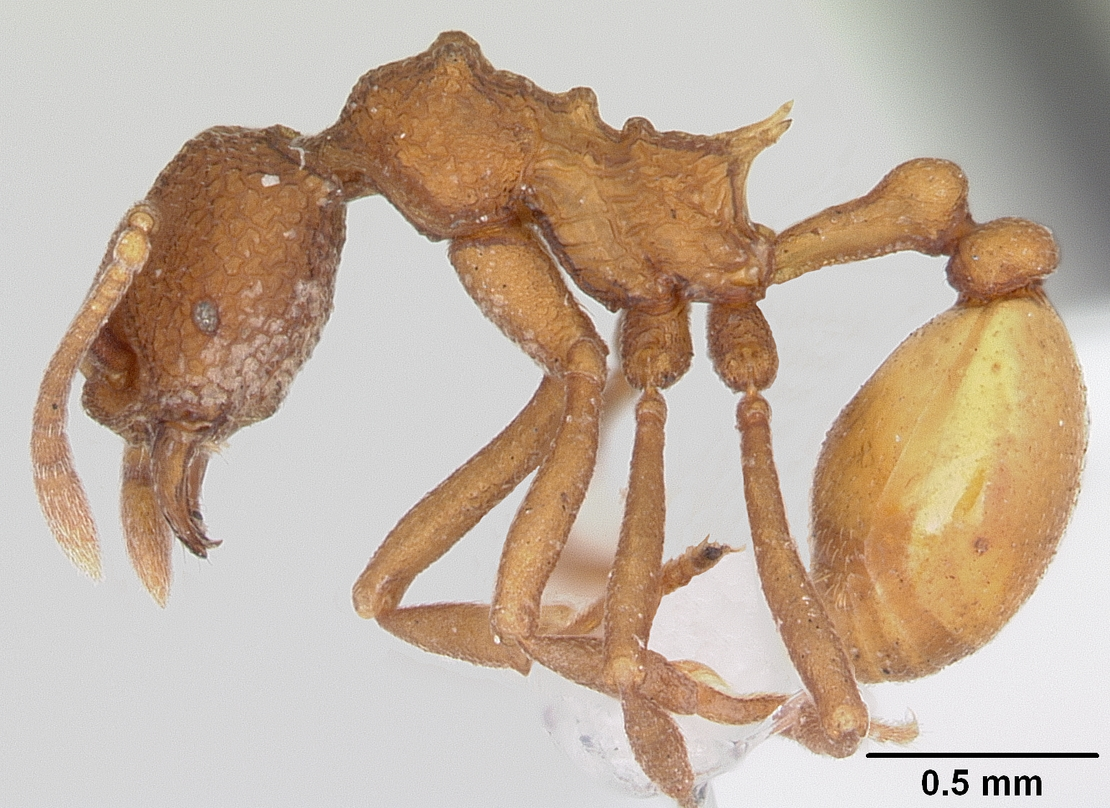
Visione laterale
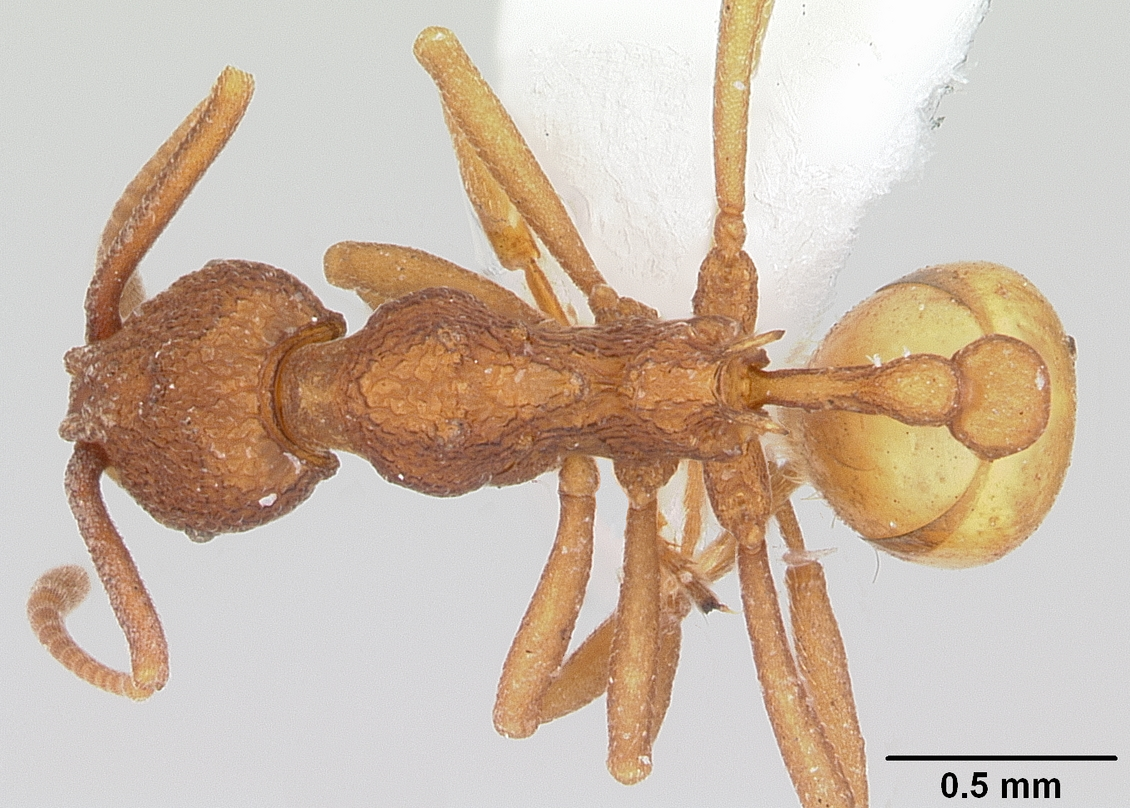
Visione dorsale
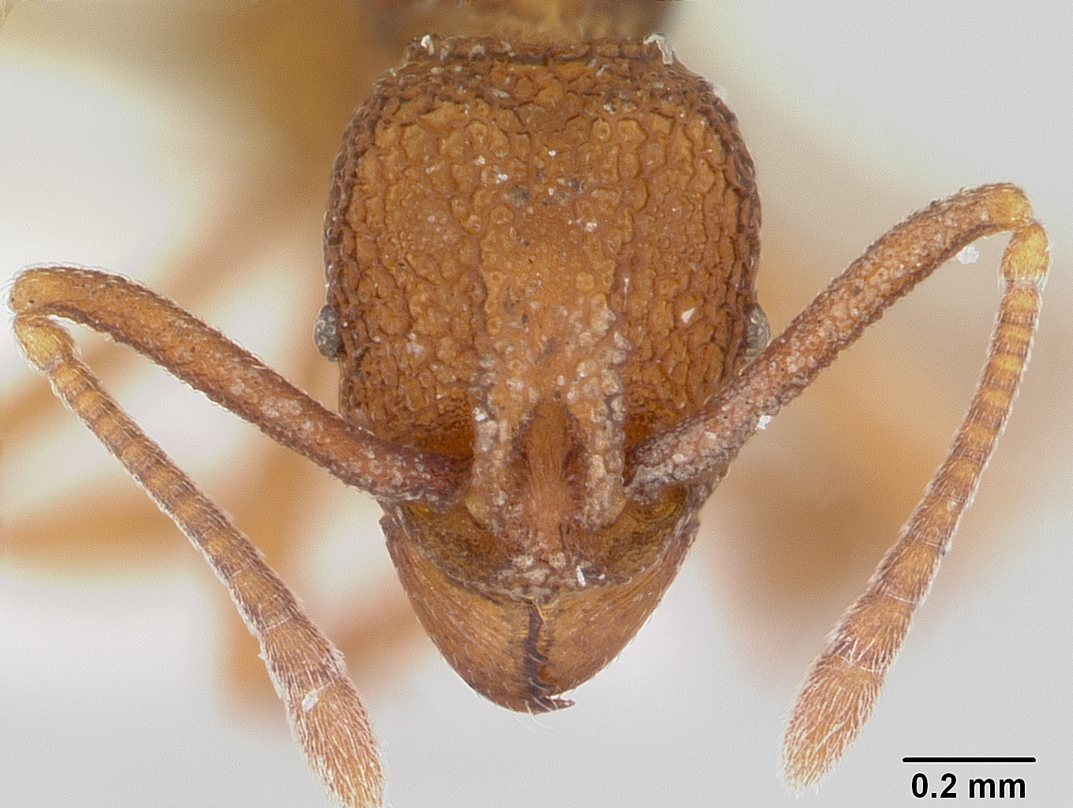
Testa

La specie è stata descritta da una sola operaia e le regine sono state raccolte ma non ancora descritte. Gli individui maschi rimangono ancora sconosciuti.

## Distribuzione e habitat
La specie è stata descritta in Corea del Sud ed è stata trovata anche in Cina e Vietnam.